# التفسير القانوني
يُعرَّف التفسير القانوني بأنه العملية التي تفسر بها المحاكم التشريعات وتطبقها. غالبًا ما يكون قدرًا من التفسير ضروريًا عندما تنطوي القضية على قانون. أحيانًا يكون لكلمات القانون معنى واضح ومباشر. لكن في كثير من الحالات، هناك بعض الغموض في كلمات النظام الأساسي الذي يجب على القاضي حله. للعثور على معاني القوانين، يستخدم القضاة أدوات وطرق مختلفة للتفسير القانوني، بما في ذلك الشرائع التقليدية للتفسير القانوني والتاريخ التشريعي والغرض. في الولايات القضائية للقانون العام، يجوز للسلطة القضائية تطبيق قواعد التفسير القانوني على كل من التشريعات التي تسنها الهيئة التشريعية والتشريعات المفوضة مثل لوائح الوكالة الإدارية.

## تاريخ
أصبح التفسير القانوني لأول مرة مهمًا في أنظمة القانون العام، والتي تعد إنجلترا نموذجًا لها تاريخيًا. في القانون الروماني والقانون المدني، هناك قانون (أو قانون) يوجه القاضي، ولكن لا توجد سابقة قضائية. في إنجلترا، فشل البرلمان تاريخيًا في سن قانون شامل للتشريعات، ولهذا تُرك الأمر للمحاكم لتطوير القانون العام؛ وبعد الفصل في قضية وإبداء أسباب القرار، يصبح القرار ملزمًا للمحاكم اللاحقة.
وبناءً على ذلك، فإن تفسيرًا معينًا للنظام الأساسي سيصبح ملزمًا أيضًا، وأصبح من الضروري تقديم إطار عمل متسق للتفسير القانوني. في صياغة (تفسير) القوانين، يجب أن يكون الهدف الأساسي للمحكمة هو تنفيذ «نية البرلمان»، وقد طورت المحاكم الإنجليزية ثلاث قواعد رئيسية (بالإضافة إلى بعض القواعد الثانوية) لمساعدتهم في المهمة. وهذه هي: قاعدة الأذى، والقاعدة الحرفية، والقاعدة الذهبية.
قد يُفترض أن الأنظمة الأساسية تتضمن بعض المكونات، حيث «يُفترض» أن البرلمان كان ينوي إدراجها. على سبيل المثال:
- يُفترض أن الجرائم المحددة في القوانين الجنائية تتطلب النية الجنائية (نية المتهم بالذنب)، سويت ضد بارسلي.[2]
- من المفترض أن لا يقوم القانون بإجراء أية تغييرات في القانون العام.
- من المفترض أن لا يزيل القانون حرية الفرد أو حقوقه المكتسبة أو ممتلكاته.[3]
- يُفترض أن القانون لا ينطبق على التاج.
- يُفترض أن القانون لا يمكّن شخصًا من ارتكاب جريمة جنائية.
- من المفترض ألا يتم تطبيق القانون بأثر رجعي (في حين أن القانون العام «تفسيري»، مؤامرة جنائية).[4]
- يجب تفسير النظام الأساسي بشكل يدعم المعاهدات الدولية؛ وأي نص قانوني يتعارض مع معاهدات المفوضية الأوروبية يعتبر باطلاً فعليًا، فاكتورتام.[5]
- يُفترض أن القانون سيتم تفسيره أجناس نفس الشيء، بحيث يتم تفسير الكلمات بالتعاطف مع سياقها المباشر.

عندما يكون هناك تعارض بين التشريعات والسوابق القضائية، هناك افتراض بأن التشريع له الأسبقية بقدر ما يوجد أي تضارب. يُعرف هذا المبدأ في المملكة المتحدة بالسيادة البرلمانية. ولكن بينما يتمتع البرلمان بسلطة قضائية حصرية للتشريع، فإن المحاكم (مع مراعاة دورها التاريخي في تطوير نظام القانون العام بأكمله) تحتفظ بالولاية القضائية الوحيدة لتفسير القوانين.

## المبادئ العامة
أدت العملية القديمة لتطبيق القانون الذي تم سنه إلى صياغة قواعد معينة للتفسير. وفقًا لكروس، فإن «التفسير هو العملية التي تحدد المحاكم من خلالها معنى حكم تشريعي لغرض تطبيقه على الموقف المعروض عليها»،  بينما يسميها سالموند «العملية التي تسعى المحاكم من خلالها إلى التأكد من معنى الهيئة التشريعية من خلال وسيلة الأشكال الرسمية التي يتم التعبير عنها». يعتمد تفسير قانون معين على درجة الإبداع المطبق من قبل القضاة أو المحكمة في قراءته، والتي يتم توظيفها لتحقيق بعض الأهداف المعلنة. يمكن تفسير القانون باستخدام القاعدة الذهبية أو قاعدة الأذى أو القاعدة الحرفية.

### نية الهيئة التشريعية
القانون هو مرسوم صادر عن الهيئة التشريعية  والطريقة التقليدية لتفسير القانون هي البحث عن «نية» صانعها. من واجب السلطة القضائية التصرف بناءً على النية الحقيقية للهيئة التشريعية أو التشريعية أو التشريعية. يتعين على المحاكم أن تحدد التفسير بشكل موضوعي مع التوجيه المقدم من المبادئ المقبولة. إذا كان النص القانوني مفتوحًا لأكثر من تفسير واحد، يتعين على المحكمة أن تختار ذلك التفسير الذي يمثل النية الحقيقية للهيئة التشريعية. وظيفة المحاكم هي فقط الشرح وليس التشريع.

### تنازع القوانين داخل الاتحاد
قد تفترض السلطات القضائية الفيدرالية أن سلطة الحكومة الفيدرالية أو المحلية تسود في حالة عدم وجود قاعدة محددة. في كندا، هناك مجالات قانونية تتمتع فيها حكومات المقاطعات والحكومة الفيدرالية بولاية قضائية مشتركة. في هذه الحالات، يكون للقانون الفيدرالي الأولوية القصوى. ومع ذلك، في المناطق التي يسكت فيها الدستور الكندي، لا تتمتع الحكومة الفيدرالية بالضرورة بسلطة قضائية أعلى. بدلاً من ذلك، يجب تفسير مجال القانون الذي لم يرد ذكره صراحة في دستور كندا على أنه يقع ضمن الاختصاص القضائي الفيدرالي المتبقي الموجود في ديباجة s. 91 - يُعرف باسم بند «السلام والنظام والحكم الصالح» - أو الولاية القضائية المتبقية للمقاطعات لـ «حقوق الملكية والحقوق المدنية» بموجب s. 92 (13) من قانون دستور عام 1867. يتناقض هذا مع السلطات القضائية الفيدرالية الأخرى، لا سيما الولايات المتحدة وأستراليا، حيث يُفترض أنه إذا لم يتم سن التشريع وفقًا لحكم محدد من الدستور الفيدرالي، فستكون للولايات سلطة على المسألة ذات الصلة في ولاياتها القضائية، ما لم تتعارض تعريفات الولاية لقوانينها مع الحقوق المنشأة فيدراليًا أو المعترف بها

### الولايات المتحدة الأمريكية

#### المعنى
يفسر القضاء كيفية تطبيق التشريع في حالة معينة حيث لا يوجد تشريع لا لبس فيه ويتناول على وجه التحديد جميع الأمور. قد يحتوي التشريع على أوجه عدم يقين لعدة أسباب:
- الكلمات هي رموز غير كاملة لتوصيل النية. إنها غامضة وتتغير في المعنى بمرور الوقت. تستخدم كلمة "let" للدلالة على «منع» أو «منع» [12] وتعني الآن «السماح». تُستخدم كلمة «غريب» للإشارة إلى كلٍّ من النوع المحدد وغير المعتاد، على سبيل المثال «الكنغر خاص بأستراليا» و «من الغريب جدًا رؤية الكنغر خارج أستراليا».[13]
- المواقف غير المتوقعة أمر لا مفر منه، والتقنيات والثقافات الجديدة تجعل تطبيق القوانين القائمة أمرًا صعبًا. (على سبيل المثال، هل يؤدي استخدام تقنية استنساخ جديدة إلى تكوين جنين بالمعنى المقصود في التشريع الذي تم سنه عندما لا يمكن تكوين الأجنة إلا عن طريق الإخصاب؟) [14]
- يمكن إضافة أوجه عدم اليقين إلى القانون أثناء التشريع، مثل الحاجة إلى حل وسط أو تلبية احتياجات مجموعات المصالح الخاصة.

لذلك، يجب أن تحاول المحكمة تحديد كيفية إنفاذ القانون. هذا يتطلب البناء القانوني. من مبادئ البناء التشريعي أن تكون الهيئة التشريعية هي الأعلى (بافتراض الدستورية) عند إنشاء القانون وأن المحكمة هي مجرد مترجم للقانون. ومع ذلك، في الممارسة العملية، من خلال تنفيذ البناء، يمكن للمحكمة إجراء تغييرات شاملة في تطبيق القانون.
علاوة على ذلك، يجب على المحاكم أيضًا أن تنظر في كثير من الأحيان إلى السياق القانوني للقضية. بينما تركز القضايا أحيانًا على بضع كلمات أو عبارات رئيسية، قد يلجأ القضاة أحيانًا إلى عرض القضية بأكملها من أجل اكتساب فهم أعمق. يسمح مجموع لغة قضية معينة للقضاة الذين يترأسون الجلسة بالنظر بشكل أفضل في أحكامهم عندما يتعلق الأمر بهذه الكلمات والعبارات الرئيسية.
يشير التفسير القانوني إلى العملية التي تنظر من خلالها المحكمة في قانون ما وتحدد ما يعنيه. القانون، وهو مشروع قانون أو قانون أقرته الهيئة التشريعية، يفرض التزامات وقواعد على الشعب. على الرغم من أن الهيئة التشريعية تضع النظام الأساسي، إلا أنه قد يكون مفتوحًا للتفسير ولديه بعض الغموض. التفسير القانوني هو عملية حل هذه الالتباسات وتقرير كيفية تطبيق مشروع قانون أو قانون معين في حالة معينة.
افترض، على سبيل المثال، أن القانون ينص على أن جميع المركبات الآلية التي تسير على طريق عام يجب أن تكون مسجلة لدى إدارة المركبات ذات المحركات (DMV). إذا لم يعرّف القانون مصطلح «المركبات الآلية»، فيجب تفسير هذا المصطلح إذا ظهرت أسئلة في محكمة قانونية. قد يتم إيقاف شخص يقود دراجة نارية وقد تحاول الشرطة تغريمه إذا كانت دراجته النارية غير مسجلة في DMV. إذا جادل هذا الشخص للمحكمة بأن الدراجة النارية ليست «مركبة آلية»، فسيتعين على المحكمة تفسير القانون لتحديد ما يعنيه التشريع بعبارة «السيارة» وما إذا كانت الدراجة النارية تندرج ضمن هذا التعريف أم لا مشمولة بالنظام الأساسي.
هناك قواعد عديدة للتفسير القانوني. القاعدة الأولى والأكثر أهمية هي القاعدة التي تتناول اللغة المبسطة للنظام الأساسي. تنص هذه القاعدة أساسًا على أن القانون يعني ما يقوله. إذا كان القانون، على سبيل المثال، ينص على «المركبات ذات المحركات»، فمن المرجح أن تفسر المحكمة أن التشريع يشير إلى مجموعة واسعة من المركبات الآلية المطلوبة عادة للسفر على طول الطرق وليس «الطائرات» أو «الدراجات» على الرغم من الطائرات هي مركبات تدفع بمحرك ويمكن استخدام الدراجات على الطريق.
في أستراليا والولايات المتحدة، ذكرت المحاكم باستمرار أن نص النظام الأساسي يستخدم أولاً، ويتم قراءته كما هو مكتوب، باستخدام المعنى العادي لكلمات النظام الأساسي.
فيما يلي مقتطفات مختلفة حول هذا الموضوع من المحاكم الأمريكية:

#### الاتساق الداخلي والخارجي
من المفترض أن يتم تفسير القانون بحيث يكون متسقًا داخليًا. لا يجوز فصل قسم معين من القانون عن بقية القانون. تنطبق قاعدة نفس النوع (أو من نفس النوع، اللاتينية التي تعني «من نفس النوع») لحل مشكلة إعطاء معنى لمجموعات الكلمات حيث تكون إحدى الكلمات غامضة أو غير واضحة بطبيعتها. ينتج عن القاعدة أنه عندما «تتبع الكلمات العامة تعداد فئات أو أشخاص أو أشياء معينة، يجب تفسير الكلمات العامة على أنها تنطبق فقط على الأشخاص أو الأشياء ذات الطبيعة العامة أو النوع الذي تم تعداده».
لا يجوز تفسير القانون بحيث يتعارض مع القوانين الأخرى. في حالة وجود تضارب، سيحاول القضاء تقديم تفسير متناغم.

#### بيانات الهيئة التشريعية
قد تحاول الهيئات التشريعية نفسها التأثير على المحاكم أو مساعدتها في تفسير قوانينها من خلال تضمين التشريع نفسه بيانات بهذا المعنى. تحتوي هذه الأحكام على العديد من الأسماء المختلفة، ولكن يُشار إليها عادةً على النحو التالي:
- الحيثيات [17]
- النتائج
- الإعلانات، التي يتم إلحاقها أحيانًا بالسياسة أو النوايا؛ أو
- إحساس الكونجرس، أو إحساس أي من المجلسين في الهيئات متعددة الغرف.

في معظم الهيئات التشريعية على الصعيد الدولي، تعطي أحكام القانون هذه ببساطة أهداف الهيئة التشريعية والآثار المرجوة من القانون، وتعتبر غير موضوعية وغير قابلة للتنفيذ في حد ذاتها.
ومع ذلك، في حالة الاتحاد الأوروبي، وهو هيئة فوق وطنية، يجب أن تحدد الحفلات الواردة في تشريعات الاتحاد أسباب تبني الأحكام التنفيذية، وإذا لم يتم تبنيها، فإن التشريع باطل. وقد فسرت المحاكم هذا على أنه منحها دورًا في التفسير القانوني مع شرح كليماس وتاداس وفايسيوكيت موضحًا «لا تعتبر الحكايات في قانون المفوضية الأوروبية ذات قيمة قانونية مستقلة، ولكن يمكنها توسيع نطاق بند غامض. ومع ذلك، لا يمكنها تقييد نطاق بند لا لبس فيه، ولكن يمكن استخدامها لتحديد طبيعة الحكم، ويمكن أن يكون لهذا تأثير تقييدي.» 

## شرائع
تُعرف القوانين أيضًا باسم قوانين البناء، وتقدم إرشادات الحس السليم للمحاكم في تفسير معنى القوانين. تنبثق معظم القوانين من عملية القانون العام من خلال اختيارات القضاة. يجادل منتقدو استخدام الشرائع بأن الشرائع تقيد القضاة وتحد من قدرة المحاكم على التشريع من هيئة المحكمة. يجادل المؤيدون بأن القاضي لديه دائمًا خيار بين القوانين المتنافسة التي تؤدي إلى نتائج مختلفة، لذلك يتم إخفاء التقدير القضائي فقط من خلال استخدام الشرائع، وليس تقليله. يمكن تقسيم هذه الشرائع إلى مجموعتين رئيسيتين:
1. الشرائع النصية 2. الشرائع الموضوعية

### شرائع نصية
القواعد النصية هي قواعد أساسية لفهم كلمات النص. لا تزال بعض الشرائع معروفة بأسمائها اللاتينية التقليدية.
المعنى البسيط
عند كتابة القوانين، يعتزم المشرع استخدام الكلمات الإنجليزية العادية بمعناها العادي. ناقشت المحكمة العليا للولايات المتحدة قاعدة المعنى البسيط في قضية كامينيتي. الولايات المتحدة، 242 US 470 (1917)، الاستدلال «أمر أساسي أنه يجب البحث عن معنى القانون، في المقام الأول، في اللغة التي تم تأطير الفعل بها، وإذا كان ذلك واضحًا... الوظيفة الوحيدة للمحاكم هي إنفاذها وفقًا لشروطها». وإذا كانت لغة القانون واضحة وواضحة، فقد حذرت المحكمة كذلك من أن «واجب التفسير لا ينشأ، والقواعد التي تساعد في المعاني المشكوك فيها لا تحتاج إلى مناقشة».
حكم ضد الفائض
عندما تجعل قراءة واحدة للقانون جزءًا أو أكثر من أجزاء القانون زائدة عن الحاجة وقراءة أخرى ستتجنب التكرار، يفضل القراءة الأخرى.
نفس النوع («من نفس النوع أو الطبقة أو الطبيعة»)
عندما يتم اتباع قائمة من اثنين أو أكثر من الواصفات المحددة بواسطة واصفات أكثر عمومية، فإن المعنى الواسع للواصفات العامة يجب أن يقتصر على نفس فئة الكلمات المحددة التي تسبقها، إن وجدت. على سبيل المثال، عند ذكر «السيارات والدراجات النارية والمركبات التي تعمل بمحركات»، فإن كلمة «مركبات» سيتم تفسيرها بمعنى محدود (لذلك لا يمكن تفسير المركبات على أنها تشمل الطائرات).
التعبير عن الإقصاء
يُفترض ضمنيًا ألا تكون العناصر غير المدرجة في القائمة مشمولة بالنظام الأساسي أو بند العقد. ومع ذلك، في بعض الأحيان تكون القائمة في قانون ما توضيحية وليست إقصائية. يُشار إلى ذلك عادةً بكلمة مثل «يشمل» أو «مثل».
في مواد متساوية («حول نفس الموضوع أو الموضوع»)
عندما يكون القانون غامضًا، يمكن تحديد معناه في ضوء القوانين الأخرى المتعلقة بالموضوع نفسه.
نوسيتوتور سوسيس («الكلمة معروفة من قبل الشركة التي تحتفظ بها»)
عندما تكون الكلمة غامضة، يمكن تحديد معناها بالرجوع إلى بقية النظام الأساسي.
ريدندو سينغولا سينغوليس («عرض كل واحد لكل منهما»)
«عندما تقول الوصية» أنا ابتكر وأورث جميع ممتلكاتي الشخصية والعقارية إلى أ«، فإن مبدأ ريدندو سينغولا سينجوليس ينطبق كما لو كان نصه كما لو كان نصه» ابتكر كل ممتلكاتي العقارية وأورث جميع ممتلكاتي الشخصية إلى أ«لأن كلمة ابتكار مناسبة فقط للممتلكات العقارية ولفظ توريث مناسب فقط للممتلكات الشخصية».
الجنرالات لا ينتقصون من التفاصيل المحددة («العام لا ينتقص من المحدد»)
موصوفة في النحو التالي: «الآن إذا كان هناك أي شيء مؤكد، فهذا يعني أنه حيثما توجد كلمات عامة في قانون لاحق قادرة على التطبيق المعقول والمعقول دون توسيعها لتشمل الموضوعات التي تناولتها التشريعات السابقة بشكل خاص، فأنت عدم اعتبار أن التشريع السابق قد تم إلغاؤه أو تغييره أو عدم التقيد به بشكل غير مباشر بمجرد قوة هذه الكلمات العامة، دون أي دليل على نية معينة للقيام بذلك». وهذا يعني أنه إذا كان هناك تعارض محتمل بين قانون لاحق وقانون سابق - ولكن ليس بالضرورة -، فإن المحاكم ستتبنى القراءة التي لا تؤدي إلى إلغاء ضمني للقانون السابق. عادة ما تحتاج هيئات صانعي القوانين إلى أن تكون صريحة إذا كانت تنوي إلغاء قانون سابق.

### الشرائع الموضوعية
توجه القوانين الموضوعية المحكمة إلى تفضيل التفسيرات التي تعزز قيمًا معينة أو نتائج السياسة.
الساحرة بيتسي الكنسي
يجب تفسير القانون الوطني على أنه لا يتعارض مع القانون الدولي. انظر موراي ضد الساحرة بيتسي، 6 US (2 Cranch) 64 (1804): «لقد لوحظ أيضًا أن أي عمل صادر عن الكونجرس لا ينبغي أبدًا تفسيره على أنه ينتهك قانون الأمم إذا بقي أي بناء محتمل آخر...»
التفسير في ضوء القيم الأساسية
النظام الأساسي لا ينتهك القيم المجتمعية الأساسية. انظر، على سبيل المثال، كنيسة الثالوث المقدس. الولايات المتحدة،  أو كوكو ضد الملكة. ومع ذلك، فإن التشريع الذي يُقصد به أن يكون متسقًا مع الحقوق الأساسية يمكن تجاوزه بلغة واضحة لا لبس فيها.
حكم التساهل
عند تفسير قانون جنائي غامض، يجب على المحكمة حل الغموض لصالح المدعى عليه. :296–302انظر ماكنالي. الولايات المتحدة 483 US 350 (1987)؛ انظر، على سبيل المثال، موسكاريللو. الولايات المتحدة، 524 الولايات المتحدة 125 (1998) (رفض تطبيق قاعدة التساهل)؛ إيفانز ضد. US، 504 US 255 (1992) (توماس، ج. معارضة)؛ سكاربورو ضد. الولايات المتحدة، 431 US 563 (1977) (ستيوارت، ج. رأي مخالف)؛ انظرالولايات المتحدة. سانتوس (2008).
تجنب إبطال سيادة الدولة
انظر Gregory v. أشكروفت. انظر أيضًا غونزاليس. أوريغون. انظر أيضًا نيفادا قسم الموارد البشرية ضد. هيبس،  ما لم يكن ذلك من شأنه أن يحرم المدعى عليه من الحقوق التأسيسية التي قصدتها الحكومة الفيدرالية أن تكون الحد الأدنى الذي لا يُسمح للولايات بالسقوط تحته؛ دومبروفسكي ضد فيستر.
الكنسي «الهندي»
يجب تفسير القانون الوطني لصالح الأمريكيين الأصليين. انظر الساحرة تشيكساو نيشن الولايات المتحدة، 534 US 84 (2001): «يجب تفسير القوانين بشكل متحرر لصالح الهنود مع تفسير أحكام غامضة لمصلحتهم.» يمكن تشبيه هذا القانون بعقيدة مناهضة التعريف في قانون العقود.

### احترام
تأمر قوانين الإذعان المحكمة بالإذعان لتفسير مؤسسة أخرى، مثل وكالة إدارية أو الكونغرس. تعكس هذه الشرائع فهمًا مفاده أن القضاء ليس الفرع الوحيد من الحكومة المنوط به المسؤولية الدستورية.
مراعاة التفسيرات الإدارية (إحترام شركة شيفرون الأمريكية)
إذا كان القانون الذي تديره وكالة غامضًا فيما يتعلق بقضية محددة، فإن المحاكم ستذعن لتفسير الوكالة المعقول للقانون. تمت صياغة قاعدة الإذعان هذه من قبل المحكمة العليا للولايات المتحدة في مجلس الدفاع عن الموارد الطبيعية 467 US 837 (1984).
قانون التجنب (قانون التجنب الدستوري)
إذا كان التشريع عرضة لأكثر من بناء معقول، يجب على المحاكم أن تختار تفسيرًا يتجنب إثارة المشاكل الدستورية. في الولايات المتحدة، أصبح هذا القانون أقوى في التاريخ الحديث. يتطلب قانون التجنب التقليدي من المحكمة اختيار تفسير مختلف فقط عندما يكون تفسير واحد غير دستوري في الواقع. يخبر قانون التجنب الحديث المحكمة أن تختار تفسيرًا مختلفًا عندما يثير تفسير آخر شكوكًا دستورية فقط.
تمت مناقشة قانون التجنب في بوند. الولايات المتحدة عندما وضع المدعى عليه مواد كيميائية سامة على أسطح صديقها كثيرًا ما يلمسها. جعل القانون المعني استخدام الأسلحة الكيميائية جريمة، ومع ذلك، فإن الفصل بين السلطات بين الولايات والحكومة الفيدرالية سوف يتم انتهاكه إذا فسرت المحكمة العليا القانون ليشمل الجرائم المحلية. لذلك، استخدمت المحكمة قانون تجنب الدستور وقررت «قراءة القانون بشكل أكثر تحديدًا، لاستبعاد سلوك المدعى عليه».

تجنب العبثية
لم يقصد المجلس التشريعي نتيجة سخيفة أو ظالمة بشكل واضح.
تطبيق هذه القاعدة في المملكة المتحدة ليس واضحًا تمامًا. قاعدة المعنى الحرفي - أنه إذا كان «معنى البرلمان واضحًا، فإن هذا المعنى ملزم بغض النظر عن مدى سخافة النتيجة»  - تتعارض مع «القاعدة الذهبية»، مما يسمح للمحاكم بتجنب النتائج السخيفة في حالات الغموض. في بعض الأحيان، لا تهتم المحاكم «بما يقصده البرلمان، ولكن ببساطة مع ما قاله في القانون». القضاة المختلفون لديهم آراء مختلفة. في نوثمان. لندن بورو أوف بارنت، هاجم اللورد دينينج من محكمة الاستئناف «أولئك الذين يتبنون البناء الحرفي والنحوي الصارم للكلمات» وقال إن «الطريقة الحرفية أصبحت الآن قديمة تمامًا [وتم استبدالها] من خلال... النهج» الهادف" ". ومع ذلك، عند الاستئناف ضد قرار دينينج، قام اللورد راسل في مجلس اللوردات «بالتنصل من التعليقات الشاملة للورد دينينج».
بالنسبة للفقه في الولايات المتحدة، فإن العبثية ليست مجرد شذوذ. شريط العبث مرتفع، كما ينبغي أن يكون. يجب أن تكون النتيجة غير معقولة، نتيجة "لا يستطيع أي شخص عاقل أن يقصدها". علاوة على ذلك، لا ينطبق التجنب إلا عندما "يكون من المستحيل تمامًا أن يقصد الكونجرس النتيجة... وحيث تكون العبثية المزعومة واضحة جدًا بحيث تكون واضحة لمعظم أي شخص". "لتبرير الخروج عن خطاب القانون بناءً على هذا الأساس، يجب أن تكون العبثية جسيمة بحيث تصدم المعنى الأخلاقي العام أو الفطرة السليمة"،  بنتيجة "تتعارض تمامًا مع القيم الاجتماعية المتصورة التي لا يمكن للكونغرس امتلاكها "المقصود".
قاعدة بيان واضح
عندما يمكن تفسير قانون ما على أنه ينتقص من الحقوق القديمة للأفراد أو الدول، أو إجراء تغيير كبير في السياسة، فإن المحاكم لن تفسر القانون لإجراء التغيير ما لم ينص التشريع على ذلك بوضوح. تستند هذه القاعدة على افتراض أن الهيئة التشريعية لن تجري تغييرات كبيرة بطريقة غامضة أو غير واضحة، ولضمان قدرة الناخبين على تحميل المشرعين المناسبين مسؤولية التعديل.
الساقان اللاحقتان اللتان تسبقان التناقضات الملغية (تلغي القوانين اللاحقة تلك القوانين السابقة التي تم سنها على عكس ذلك، ويعرف أيضًا باسم «آخر مرة»)
عندما يتعارض قانونان، يسود القانون الأخير الذي تم سنه.
انظر إلغاء ضمني وانتقاص.

### نقد
يجادل منتقدو استخدام الشرائع بأن الشرائع تنسب نوعًا من «العلم المطلق» إلى الهيئة التشريعية، مما يشير إلى أنها مدركة للشرائع عند بناء القوانين. بالإضافة إلى ذلك، يُقال إن القوانين تمنح مصداقية للقضاة الذين يريدون بناء القانون بطريقة معينة، مما يضفي إحساسًا زائفًا بالتبرير لعملياتهم التعسفية بخلاف ذلك. في مقال كلاسيكي، جادل كارل لويلين بأن كل قانون له «قانون مضاد» من شأنه أن يؤدي إلى تفسير معاكس للقانون.

## محاكم الولايات المتحدة
القواعد النصية الشائعة للبناء التشريعي المستخدمة في الفقه الأمريكي هي: (1) نفس النوع - «من نفس النوع، أو الطبقة، أو الطبيعة، »  (2) تعبير واحد الحصرية البديلة - «الإشارة الصريحة لشيء واحد يستثني جميع الآخرين،»  (3) نوسيتوتور سوسيس - «الكلمة معروفة من قبل الشركة التي تحتفظ بها»،  (4) في مواد متساوية -«حول نفس الموضوع أو الموضوع» و (5) تعريف عام أو تقني أو قانوني أو تجاري.

## التصور الأوروبي
اعتقد الفيلسوف الفرنسي مونتسكيو (1689-1755) أن المحاكم يجب أن تكون بمثابة «فم القانون»، ولكن سرعان ما وجد أن بعض التفسيرات أمر لا مفر منه. وفقًا للباحث الألماني فريدريش كارل فون سافيني (1779-1861)، فإن طرق التفسير الأربع الرئيسية هي:
- التفسير النحوي: استخدام المعنى الحرفي للنص التشريعي.
- التأويل التاريخي: استخدام التاريخ التشريعي لكشف نية المشرع.
- التفسير المنهجي: النظر في سياق الأحكام، إذا كان ذلك فقط من خلال الإقرار في أي فصل تم إدراج الحكم.
- التفسير الغائي: النظر في الغرض من النظام الأساسي، كما يظهر من التاريخ التشريعي، أو ملاحظات أخرى.

إنه مثير للجدل[بحاجة لمصدر] ما إذا كان هناك تسلسل هرمي بين طرق التفسير. يفضل الألمان التفسير «النحوي» (الحرفي)، لأن النص التشريعي له شرعية ديمقراطية، والتفسيرات «المعقولة» محفوفة بالمخاطر، لا سيما في ضوء التاريخ الألماني. «المعقول» يعني أشياء مختلفة لأناس مختلفين. إن تصور القانون العام الحديث بأن المحاكم تصنع القانون أمر مختلف تمامًا. في تصور الألمانية، يمكن للمحاكم إلا إلى المزيد من تطوير القانون («التدريب القانوني»). قد تبدو جميع الطرق المذكورة أعلاه معقولة:
- قد يعتبر غير ديمقراطي[بحاجة لمصدر] لتجاهل النص الحرفي، لأن هذا النص فقط هو الذي تم تمريره من خلال العمليات الديمقراطية. في الواقع، قد لا يكون هناك «نية» تشريعية واحدة بخلاف النص الحرفي الذي تم سنه من قبل الهيئة التشريعية، لأن المشرعين المختلفين قد يكون لديهم وجهات نظر مختلفة حول معنى التشريع الذي تم سنه. قد يكون من غير العدل أيضًا الابتعاد عن النص الحرفي لأن المواطن الذي يقرأ النص الحرفي قد لا يكون لديه إشعار عادل بأن المحكمة ستحيد عن معناها الحرفي، ولا إشعارًا عادلًا بشأن المعنى الذي ستتبناه المحكمة. قد يكون من الحكمة أيضا[بحاجة لمصدر] للابتعاد عن النص الحرفي إذا كان القضاة عمومًا أقل احتمالية من الهيئات التشريعية لسن سياسات حكيمة.
- لكنها قد تبدو أيضًا غير عادلة[بحاجة لمصدر] لتجاهل نية المشرعين، أو نظام القوانين. لذلك على سبيل المثال في القانون الهولندي، لا يوجد تسلسل أولوية عام للطرق المذكورة أعلاه.

تختلف حرية التفسير حسب مجال القانون. يجب تفسير القانون الجنائي وقانون الضرائب بصرامة شديدة، وليس على نحو يضر بالمواطنين،[بحاجة لمصدر] لكن قانون المسؤولية يتطلب تفسيرًا أكثر تفصيلاً، لأن كلا الطرفين هنا (عادة) مواطنان. هنا يمكن حتى تفسير النظام الأساسي بشكل مخالف للقانون في حالات استثنائية، إذا كان خلاف ذلك سيتبع نتيجة غير معقولة بشكل واضح.

## المعاهدات الدولية
يخضع تفسير المعاهدات الدولية لمعاهدة أخرى، اتفاقية فيينا لقانون المعاهدات، ولا سيما المواد من 31 إلى 33. بعض الدول (مثل الولايات المتحدة) ليست أطرافًا في المعاهدة، لكنها تدرك أن الاتفاقية، جزئيًا على الأقل، مجرد تدوين للقانون الدولي العرفي.
القاعدة المنصوص عليها في الاتفاقية هي أساسًا أن نص المعاهدة حاسم ما لم يترك المعنى غامضًا أو غامضًا أو يؤدي إلى نتيجة من الواضح أنها سخيفة أو غير معقولة. يُسمح باللجوء إلى «وسائل التفسير التكميلية» فقط في هذه الحالة، مثل الأعمال التحضيرية، المعروفة أيضًا بالتسمية الفرنسية للأعمال التحضيرية.

## فلسفات
بمرور الوقت، سقطت طرق مختلفة من البناء القانوني في صالح وخارجه. بعض القواعد المعروفة في طرق البناء هي:
- القاعدة الذهبية
- القاعدة الحرفية
- حكم الأذى
- النهج الهادف

## طرق التفسير القانوني
داخل الولايات المتحدة، تعد الغاية ية والنصية أكثر طريقتين انتشارًا في التفسير القانوني.
«غالبًا ما يركز المهتمون على العملية التشريعية، مع الأخذ في الاعتبار المشكلة التي كان الكونجرس يحاول حلها من خلال سن القانون المتنازع عليه والتساؤل عن كيفية تحقيق القانون لهذا الهدف». يعتقد المهتمون بالهدف في مراجعة العمليات المحيطة بسلطة الهيئة التشريعية كما هو مذكور في الدستور بالإضافة إلى العقلانية القائلة بأن «الشخص العاقل المطلع على الظروف الكامنة وراء التشريع من شأنه أن يقمع الأذى ويعزز العلاج»  سوف يفهم المهتمون القوانين من خلال فحص «كيفية تعريف الكونغرس بأغراضه، من خلال النصوص والمواد المصاحبة الموثوقة التي تشكل التاريخ التشريعي».
«على عكس الهادفين، يركز النصيون على كلمات النظام الأساسي، ويؤكدون النص على أي غرض غير معلن.»  يعتقد النصيون أن كل ما تحتاجه المحاكم للبت في القضايا مذكور في نص القوانين التشريعية. بعبارة أخرى، إذا كان أي غرض آخر مقصودًا من قبل الهيئة التشريعية، فسيتم كتابته ضمن النظام الأساسي وبما أنه غير مكتوب، فهذا يعني أنه لم يكن هناك غرض أو معنى آخر مقصود. من خلال النظر إلى الهيكل التشريعي وسماع الكلمات كما تبدو في ذهن مستخدم ماهر ومعقول موضوعيًا للكلمات،  يعتقد النصيون أنهم سيحترمون الفصل الدستوري للسلطة ويحترمون السيادة التشريعية على أفضل وجه.